# Квітень 2024
Квітень 2024 — четвертий місяць 2024 року, що розпочався у понеділок 1 квітня та закінчився у вівторок 30 квітня.

## Свята та пам'ятні дати
- 28 квітня, неділя (за Григоріанським та Новоюліанським календарем) — Вхід Господній в Єрусалим (Вербна неділя), двонадесяте перехідне релігійне свято.

## Події
- 3 квітня
  - На Тайвані, поблизу Хуалянь, стався землетрус магнітудою 7,4.[1]

- 8 квітня
  - Повне сонячне затемнення на території Мексики, США і Канади

- 10 квітня
  - Ізраїльський математик Аві Вігдерсон удостоєний премії Тюрінга за внесок у теорію обчислень.[2]

- 11 квітня
  - Росія продовжила енергетичний терор в Україні, зруйнувавши Трипільську ТЕС.[3]
  - У Південній Кореї на парламентських виборах перемогла «Демократична партія»; прем'єр-міністр Хан Док Су та голова партії «Сила народу»[en] Хан Дон Хун[en] подали у відставку.[4]

- 14 квітня
  - Іран, у відповідь на авіаудар по посольству в Дамаску, безпілотниками та ракетами атакував Ізраїль.[5]

- 16 квітня
  - У Копенгагені згоріла найстаріша будівля, фондова біржа Берсен.[6]

- 17 квітня
  - Палеонтологи уперше описали Ichthyotitan, найбільшу морську рептилію[en].[7]

- 19 квітня
  - Tesla відкликає майже 4000 автомобілів Cybertruck через проблеми з педаллю газу.[8]

- 21 квітня
  - 17-річний шахіст з Індії Доммараджу Гукеш став наймолодшим переможцем Турніру претендентів.[9]

- 23 квітня
  - Допомога США Україні зростає після схвалення Сенатом США надання Україні 61 млрд доларів, як частина міжнародних та багатосторонніх відносин.[10]

- 28 квітня
  - Збірна України завоювала золоті медалі у командному багатоборстві на чемпіонаті Європи-2024 зі спортивної гімнастики в італійському Ріміні.[11]

- 29 квітня
  - Ввечері росіяни завдали удару по Одесі балістичною ракетою з касетним боєприпасом[12], пошкоджено будинки та цивільну інфраструктуру[13][14], п'ятеро загиблих і понад 30 поранених, зокрема тяжко.[15]